# 블라인드 맨
《블라인드 맨》(프랑스어: À l'aveugle)은 2012년 공개된 프랑스의 액션, 스릴러 영화이다.

## 출연
- 자크 갬블랭 - 라살 사령관 역
- 램버트 윌슨 - 나르빅 역
- 라파엘르 아고구에 - 옐로이스 역
- 다비드 카펠 - 마르샹 역
- 마리 빈센트 - 로샴보 역
- 니콜라스 피그넌
- 다니엘 로브